# Panaqolus albomaculatus
Panaqolus albomaculatus es una especie de peces de la familia Loricariidae en el orden de los Siluriformes.

## Morfología
Los machos pueden llegar alcanzar los 12,4 cm de longitud total.

## Distribución geográfica
Se encuentran en Sudamérica: cabeceras de los ríos  Napo,  Marañón y  Ucayali.